# Unione Nazionale Agraria
L'Unione Nazionale Agraria (in bulgaro: земеделски народен съюз, Zemedelski Naroden Sajuz - ZNS), nota fino al 2006 con la denominazione di Unione Nazionale Agraria Bulgara - Unione Nazionale (Български земеделски народен съюз – Народен съюз, Balgarski Zemedelski Naroden Sajuz – Naroden Sajuz - BZNS-NS) è un partito politico bulgaro  fondato nel 1996; si affermò in seguito ad una scissione dall'Unione Nazionale Agraria Bulgara.
In occasione delle elezioni parlamentari del 1997 e in quelle del 2001, ha preso parte alla coalizione denominata Forze Democratiche Unite. Alle successive elezioni parlamentari del 2005, invece, il partito si è presentato congiuntamente al Movimento Nazionale Bulgaro, conservatori espressione della minoranza macedone: la lista ha ottenuto il 5,2% dei voti e quattro seggi. Alle elezioni europee del 2007, la formazione ha ottenuto l'1,5% dei voti.
Nel 2008 alcuni esponenti, tra cui Dimitrova-Moser, hanno lasciato il partito e hanno fondato il movimento Agricoltori Uniti.